# Duchnowski
Duchnowski – dawniej Duchna, potem de Duchny – szlachecka rodzina herbu Ślepowron (herb szlachecki). Pierwsza wzmianka o rodzinie w roku 1441. Ich gniazdem rodzinnym są dobra Duchny-Wieluny leżące w ziemi łomżyńskiej, powiecie zambrowskim, parafii rutkowskiej, i w ziemi bielskiej.
Z akt ziemskich łomżyńskich, zambrowskich i tykocińskich: (wersja przetłumaczona)
- 1423 - Założenie dóbr Duchny Wieluny
- 1441 - W łomżyńskich aktach ziemskich. Michał syn Stefana de Duchny pisał się.
- 1462 - W tym samym miejscu (w Łomży). Mikołaj Duchna pisał się.
- 1465 - W tym samym miejscu. Paweł Grabowski kapitan łomżyński w czasie wojny majątku Buyny bronił oraz majątku Duchny.
- 1466 - W tym samym miejscu. Dobko de Duchny pisał się.
- 1480 - W tym samym miejscu. Dobek de Duchny pisał się.
- 1503 - W łomżyńskich aktach ziemskich. Grzegorz de Duchny pisał się.
- 1503 - W tym samym miejscu. Stanisław syn Jana de Duchny pisał się.
- 1504 - W tym samym miejscu. Jakub, Bartłomiej, Jan i Mikołaj synowie Krystiana de Duchny pisali się.
- 1504 - W tym samym miejscu. Augustyn syn Falisława de Duchny pisał się.
- 1509 - W zambrowskich aktach ziemskich. Albert syn Bartłomieja (de Duchny), Jan i Piotr synowie Jerzego (de Duchny), Jakub,     Stefan, Augustyn i Stanisław synowie Jana (de Duchny), Stanisław, Serafin, Stefan, Jan i Augustyn synowie dziedzica ziemskiego Piotra de Duchny pisali się.
- 1519 - W Łomży. Z nadania Stanisława i Janusza Książąt Mazowieckich, Stefan, Augustyn i Jakub synowie Jana de Duchny, otrzymali dworek ziemski w majątku Czochań prawem dziedzica ziemskiego od osoby prawnej otrzymali, zarządzonym przywilejem.
- 1623 - W tykocińskich aktach ziemskich. Mateusz syn Alberta Duchnowskiego pisał się.
- 1674 – Piotr Duchnowski, zagłosował na hetmana Jana Sobieskiego przy wyborze króla.
- 1794 – Nikodem Duchnowski pełnił funkcję komisarza ziemskiego w Łomży.
- 1800 – Nikodem Duchnowski został mianowany na stanowisko burgrabiego łomżyńskiego.
- 1810 – Jan Duchnowski, proboszcz parafii w Brochowie koło Sochaczewa ochrzcił najwybitniejszego polskiego kompozytora Fryderyka Chopina.